# Eric White
Eric Lance White (San Francisco, 30 dicembre 1965) è un ex cestista statunitense, professionista nella NBA, in Spagna e in Francia.

## Carriera
È stato selezionato dai Detroit Pistons al terzo giro del Draft NBA 1987 (65ª scelta assoluta).

## Palmarès
- CBA All-Rookie First Team (1988)